# 跳舞毯

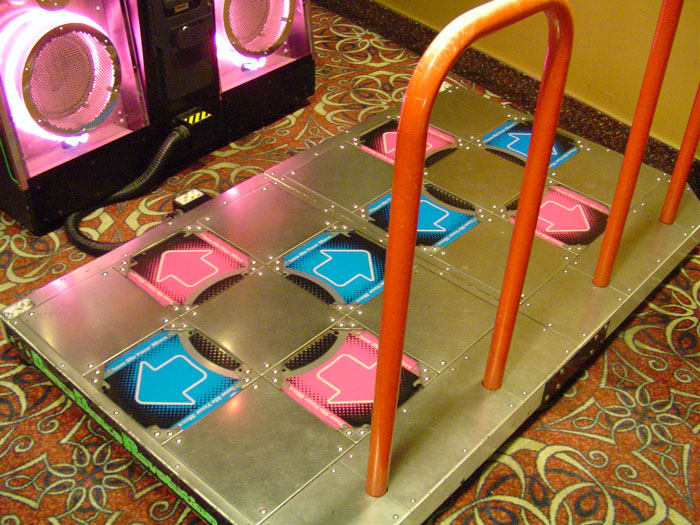
双人版本 Dance Dance Revolution.

跳舞毯，来源于日本游戏厂商KONAMI研发的跳舞机。
有8向和4向等分别。分为软硬两种，硬式非常少见。通常是软质塑料的，通常有Select和Start两个按键还有其他按键，如果是八向的则有9个方格，中间的无效力。4向的，则倾斜方向的按键可能是其他功能键。主要流行于日本和欧美，大型商业作品多发布于各大家用游戏主机，PC平台多为独立游戏制作者。

## 相关游戏
- Pump It Up
- In The Groove
- 勁舞團
- 舞蹈中心
- 舞蹈中心3
- 尊巴健身 (电子游戏)
- 尊巴健身2
- 尊巴健身 精选
- 舞力全开系列（育碧软件）